# Efecto Clever Hans

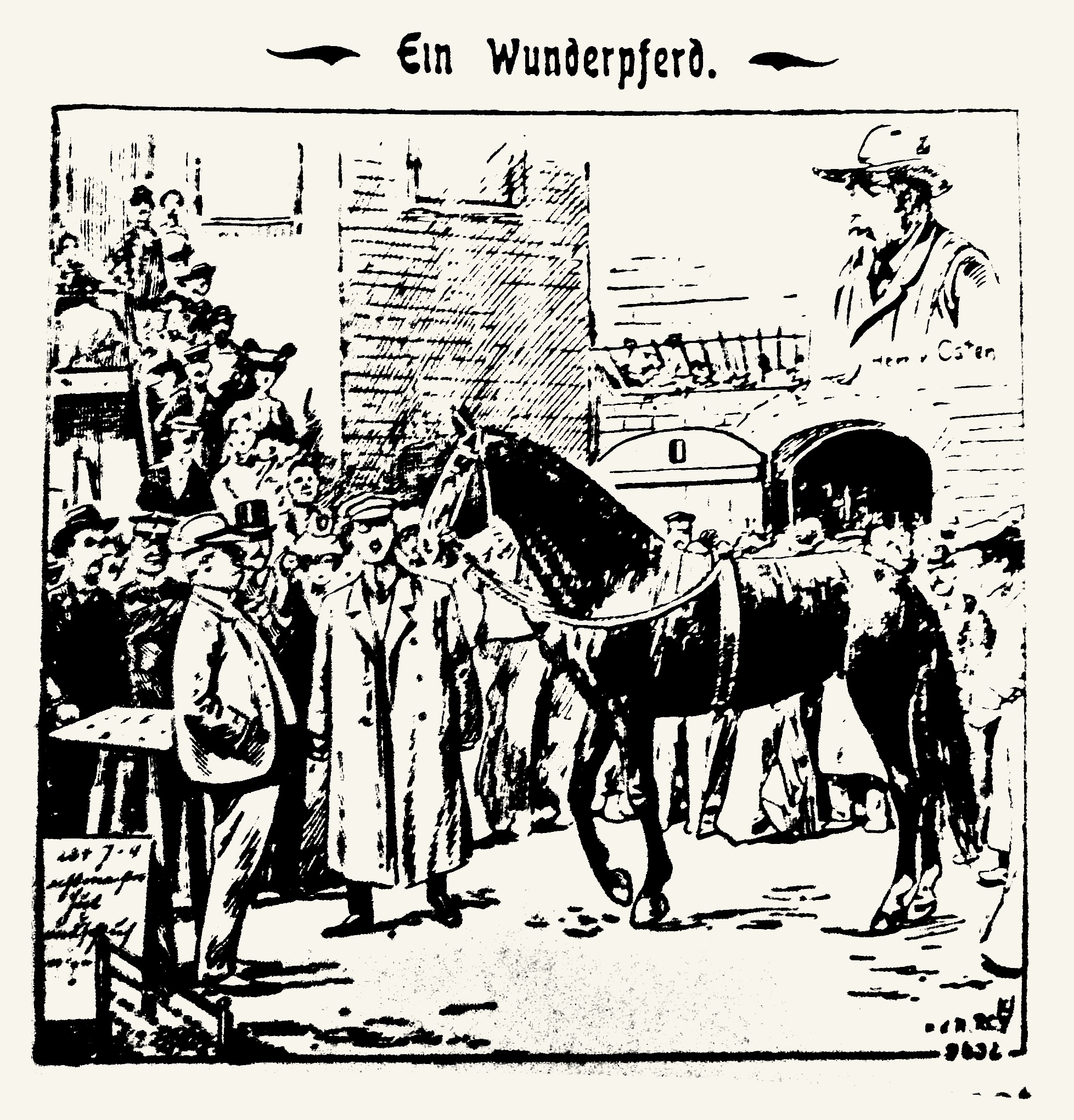
Caricatura de 1904 de Clever Hans

El efecto Clever Hans es una situación que acontece en los estudios científicos sociales, cuando un experimentador o adiestrador actúa sin proponérselo sobre el individuo en estudio o adiestramiento mediante señales involuntarias sutiles como gestos, posturas, tonos de voz, movimientos corporales, etc. Precisamente para evitar este efecto se usan experimentos en doble ciego. Fue descubierto por el psicólogo y biólogo comparativo alemán Oskar Pfungst cuando estudiaba las "posibles" habilidades de un caballo que podía realizar cálculos matemáticos.

## Historia

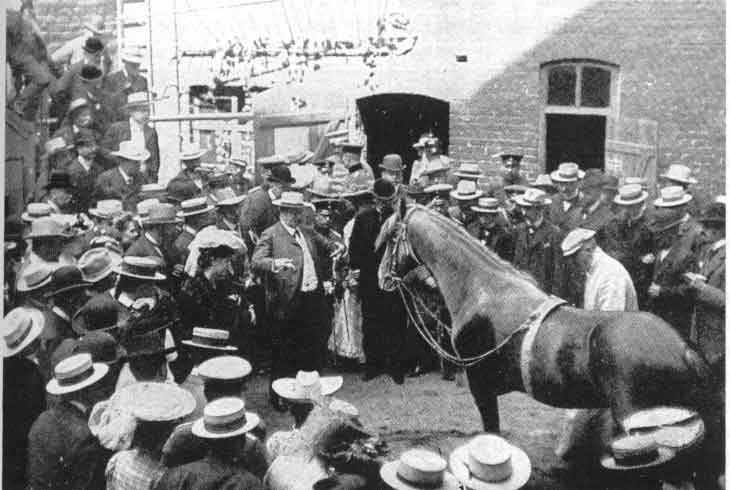
Clever Hans durante un espectáculo.

Clever Hans fue un caballo famoso en Alemania a principios del siglo XX, del que se alegaba que era capaz de realizar operaciones aritméticas (por ejemplo sumar, multiplicar, dividir, trabajar con fracciones etc.) y otras tareas intelectuales (por ejemplo decir la hora, calcular el calendario, distinguir tonos musicales etc.).
La fama del caballo cruzó las fronteras y, asimismo, el interés por detectar algún posible fraude.
Debido al gran interés público, la junta de educación alemana designó una comisión para investigar el espectáculo del caballo. El psicólogo Oskar Pfungst formó un panel de 13 personas (entre ellos él mismo), conocidas como Comisión Hans. 
Esta comisión consistió en un veterinario, un gerente de circo, un oficial de caballería, varios profesores de escuela, y el director del zoológico de Berlín. Esta comisión concluyó en septiembre de 1904 que no había ningún truco implicado en el funcionamiento de Hans.    

## Explicación del asunto Clever Hans

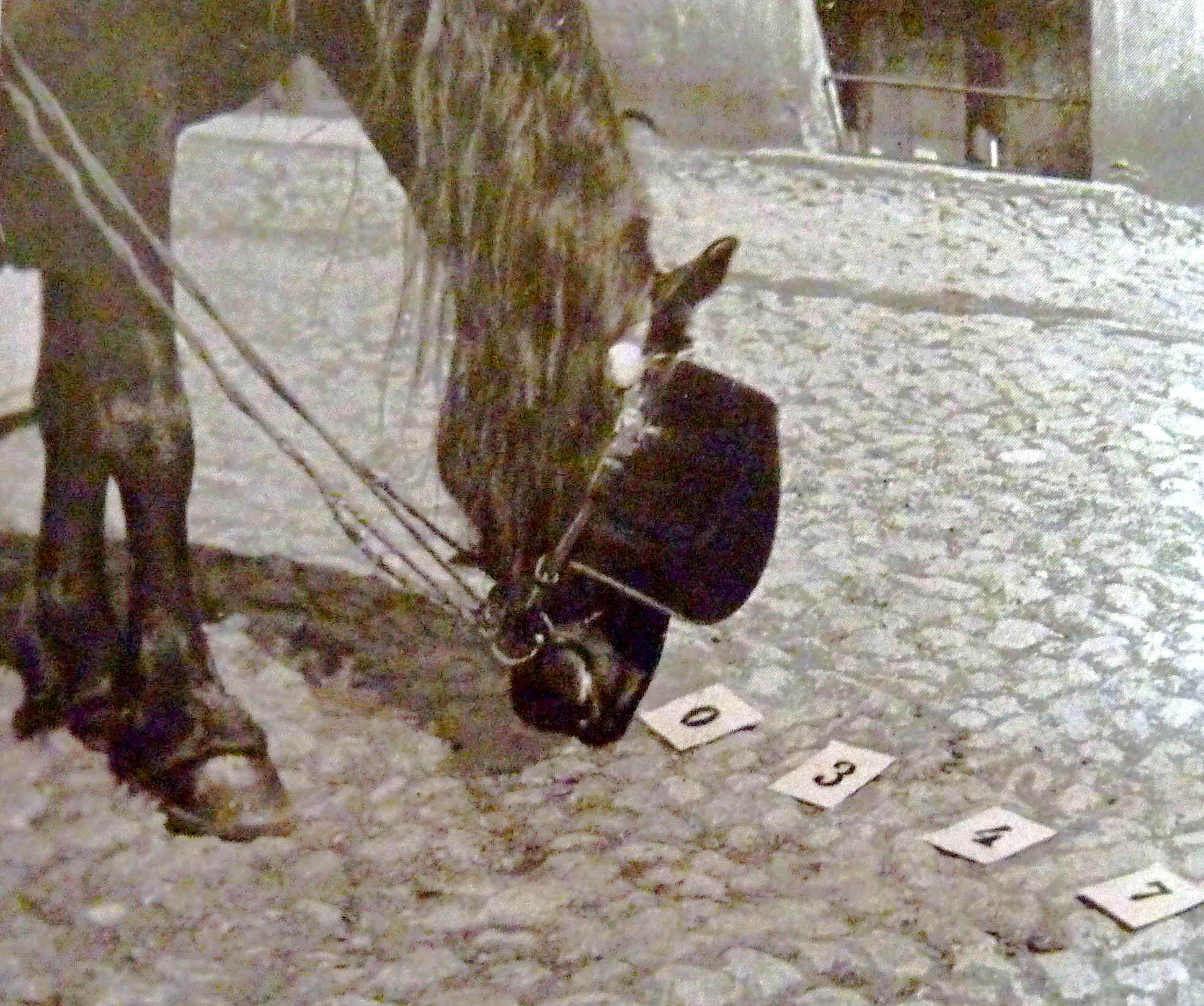
Clever Hans reconociendo números

Usando un número sustancial de pruebas, Pfungst encontró que el caballo podría conseguir la respuesta correcta solo cuando el interrogador sabía (conocía) la respuesta y el caballo podría ver al interrogador.
La comisión observó que cuando Osten, el entrenador, conocía las respuestas a las preguntas, Hans consiguió el 89 por ciento de las respuestas correctas, pero cuando Osten no las conocía, Hans sólo contestó correctamente el seis por ciento de las preguntas.
Pfungst entonces continuó examinando el comportamiento del interrogador detalladamente, y mostró que, cuando los golpes de la pezuña del caballo se acercaban a la respuesta correcta, cambiaba la postura y la expresión de la cara del interrogador, de tal modo que se producía un aumento de la tensión que se liberaba cuando el caballo llegaba finalmente a la cifra "correcta". Esto proporcionaba una señal que el caballo interpretaba como que podía dejar de dar golpes.[cita requerida]

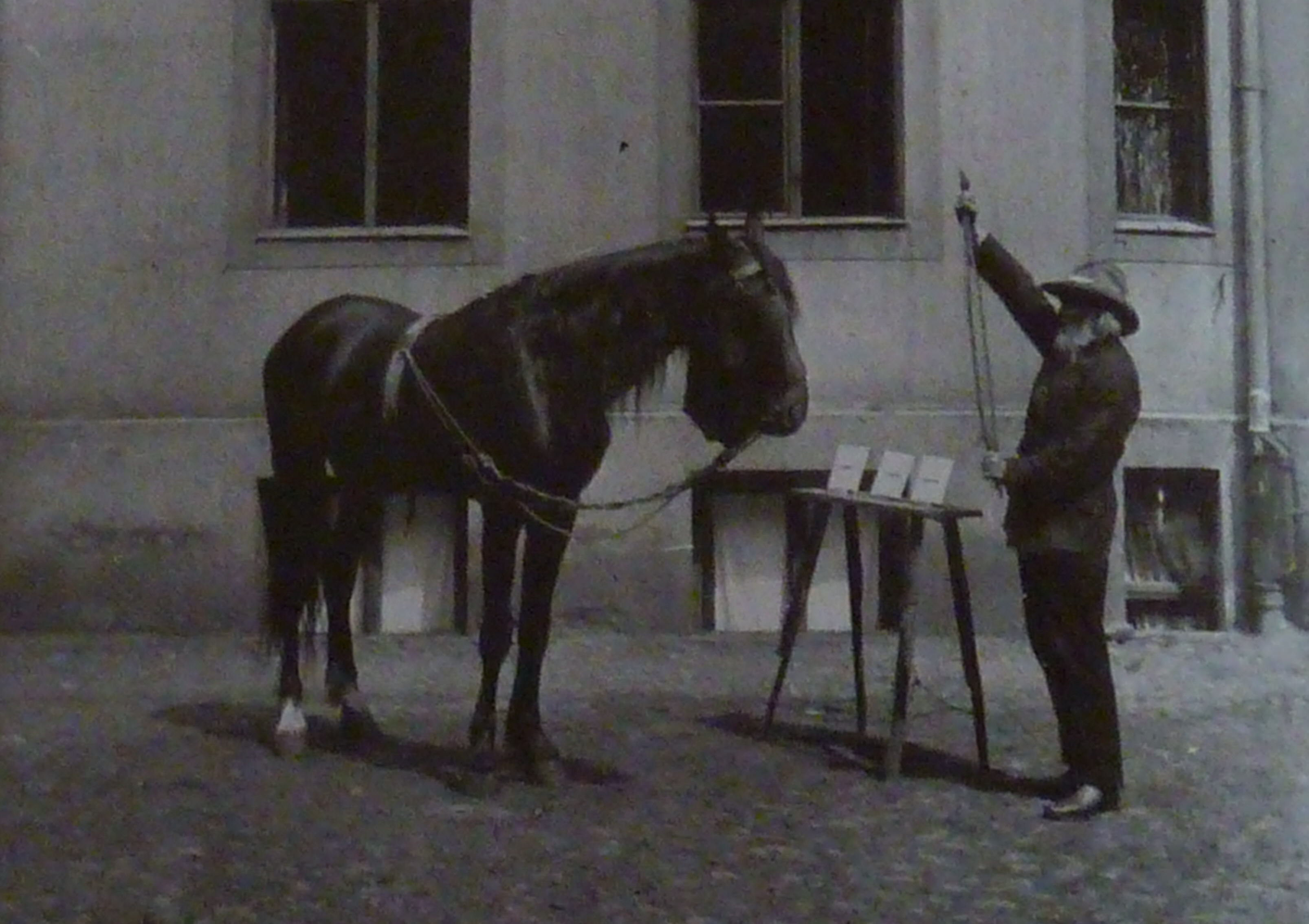
Clever Hans acertaba cuando el examinador sabía la respuesta

Los sistemas de comunicación social de los caballos probablemente dependen de la detección de pequeños cambios de postura, y esto puede indicar por qué Hans pudo tan fácilmente recoger las señales dadas por von Osten (quien parece haber sido completamente inconsciente de que él proporcionaba tales señales). Sin embargo, la capacidad para descubrir tales señales no está limitada a caballos.[cita requerida]
Pfungst continuó probando la hipótesis de que tales señales serían perceptibles, realizando pruebas de laboratorio en las cuales él jugó la parte del caballo, y unos participantes humanos le enviaron preguntas a las cuales él dio respuestas numéricas dando un toque. Encontró que el 90% de participantes dio señales suficientes para que él consiguiera una respuesta correcta.
Pfungst hizo una observación muy importante. Después de que se hubiera convertido en experto en las actuaciones de Hans, y plenamente consciente de las señales sutiles que las hicieron posibles, descubrió que se producían estas indicaciones involuntariamente, independientemente de si se deseaban exponer o reprimir. Esto le da al fenómeno una importancia que difícilmente podría ser exagerada. Su reconocimiento ha tenido un gran efecto sobre el diseño experimental y la metodología para todos los experimentos en que sea sensible la participación de los sujetos (incluidos los humanos).[cita requerida]

## Aplicación del "efecto"

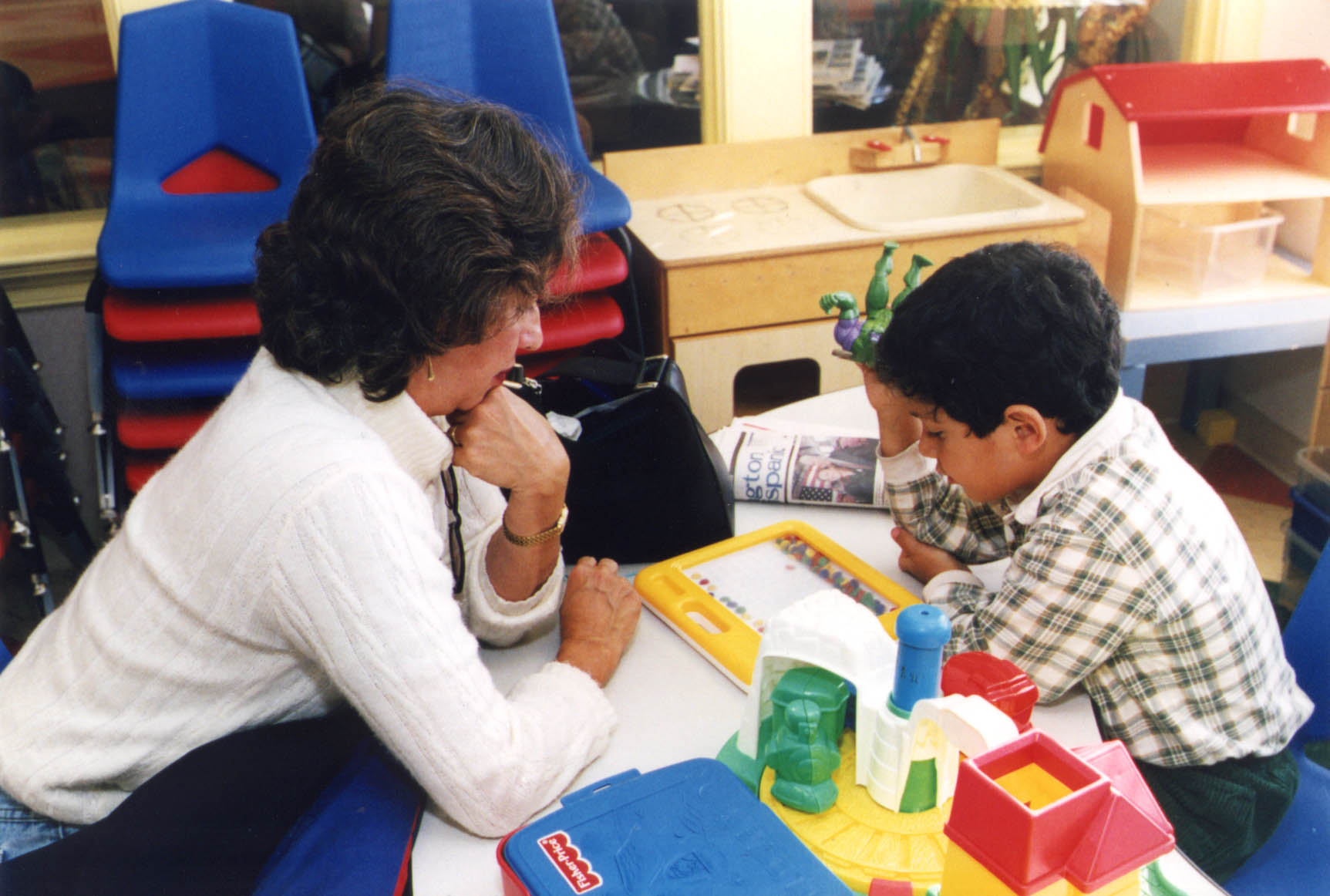
El examinador influye en el experimentado si sabe la respuesta

El riesgo del efecto Clever Hans es la gran razón por la que la psicología comparativa y los estudios de cognición animal normalmente hacen las pruebas en animales aislados, sin interacción con ellos. Sin embargo esto genera una nueva situación problemática, porque muchos de los más interesantes fenómenos de la cognición animal solo puede ser demostrados en un contexto social, y, con el fin de entrenar y demostrar, es necesario crear una relación social entre el entrenador y animal. Este punto de vista ha sido defendido con firmeza por Irene Pepperberg en relación con su estudio del loro Alex, y por Gardner Allen y Beatrix Gardner en su estudio de la chimpancé Washoe.[cita requerida]
Sin embargo, si los resultados de dichos estudios son para ganar aceptación universal, es necesario encontrar algún modo de eliminar el riesgo del efecto Clever Hans en las pruebas de los logros animales. La simple eliminación del entrenador de la escena puede no ser una estrategia apropiada, porque cuando la relación social entre el entrenador y el animal es fuerte, la retirada del entrenador puede producir respuestas emocionales imprevisibles. Por lo tanto, es necesario elaborar procedimientos donde ninguno de los presentes sepa lo que el animal debe responder. (Un ejemplo de un protocolo experimental diseñado para superar el efecto de Clever Hans fue usado en la medición de la capacidad del perro Rico en 2004). 

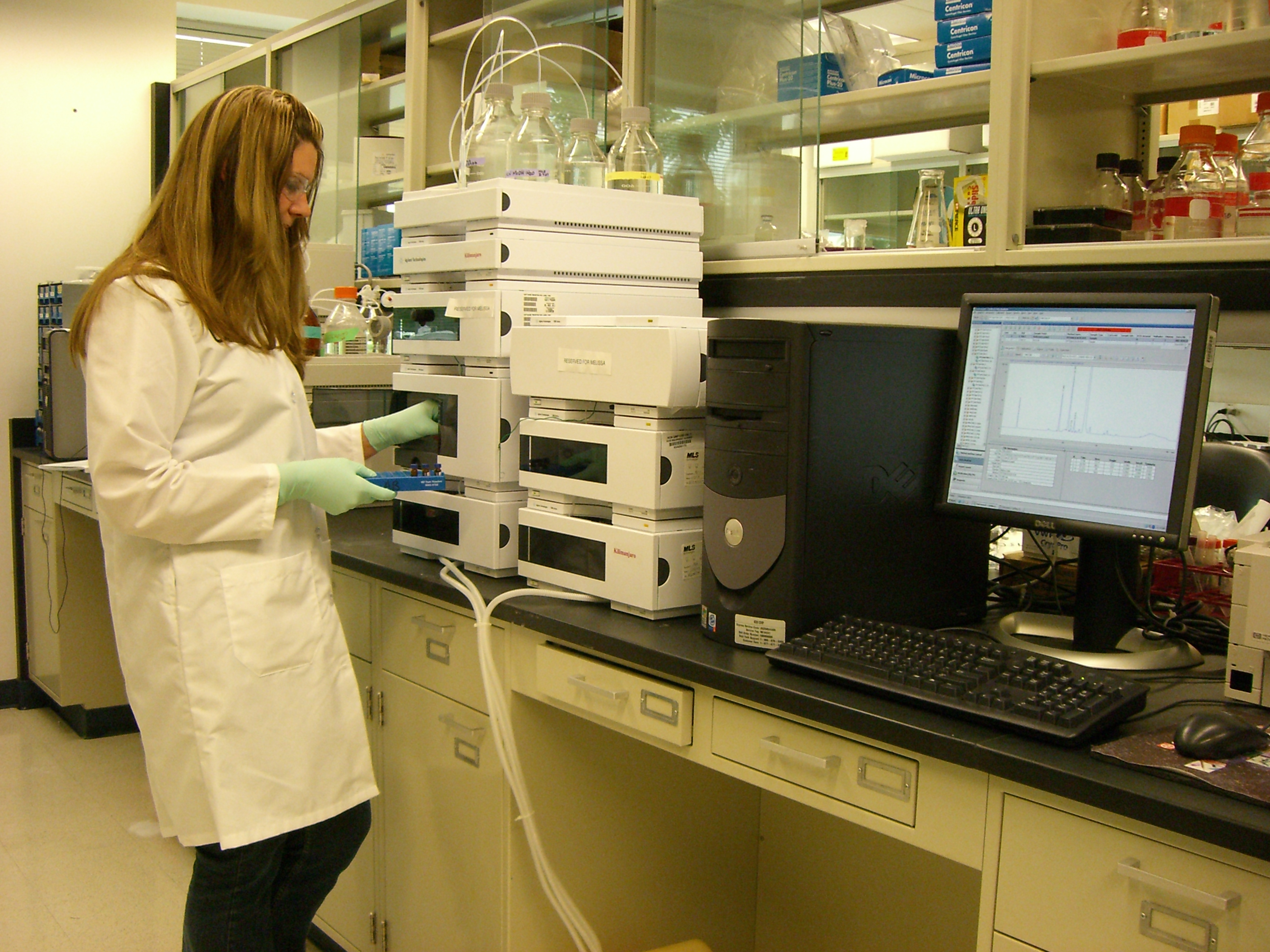
El experimento en doble ciego implica procesar datos desconociendo el origen de estos

Como conclusión del experimento de Pfungst queda manifiesto que el efecto Clever Hans es tan probable que ocurra en los experimentos con seres humanos como en experimentos con animales. Por esta razón, con frecuencia en campos tales como la percepción, psicología cognitiva y psicología social se procura hacer los experimentos doble ciego, lo que significa que ni el investigador ni el sujeto de pruebas sabe cuál es en el tema en investigación, y por lo tanto se actúa neutramente sin importar las respuestas. Otra forma en la que se evita el efecto Clever Hans es la sustitución del experimentador con un computador, que puede dar instrucciones estandarizadas y grabar las respuestas, sin dar pistas.

## En la cultura popular
- Referencias al efecto Clever Hans ha aparecido en shows de la TV y en canciones. En clara referencia a Clever Hans en un episodio de Los Simpson, Lisa se siente celosa de su hermana Maggie cuando le "descubren" que tiene un cociente intelectual mayor que ella. Luego se devela que Lisa inconscientemente le daba las respuestas correctas al test de inteligencia que hacía Maggie.

- En la novela Tránsito de Connie Willis un investigador ficticio de lo paranormal llamado Maurice Mandrake utiliza el efecto Clever Hans en su propio beneficio a la hora de entrevistar a personas que han sufrido una experiencia cercana a la muerte, de forma inconsciente pero exagerada. Así la autora contrapone a Mandrake a la pareja protagonista de investigadores que usan el método científico para estudiar las mismas ECM, a través de esta y otras comparaciones de las típicas diferencias metodológicas entre la ciencia y la pseudociencia.